# El maleficio 2: Los enviados del infierno
El maleficio 2: Los enviados del infierno és una pel·lícula de terror sobrenatural mexicana produïda per Televicine S.A. de C.V. i dirigida per Raúl Araiza. És una seqüela de la telenovel·la El maleficio. És protagonitzada per Ernesto Alonso, Eduardo Yáñez i Lucía Méndez.

## Argument
Enrique de Martino vol localitzar l'embruixat Gabriel i trobar la caixa de Rossetel, però quan està mort es dirigeix cap al seu nebot Abel, que li informa que la caixa es troba en una galeria i li diu que quan va acabar de pintar va perdre la vista, així que creu que Gabriel té poders sobrenaturals. Un mestre de Gabriel intenta prevenir Enrique. Això coneix Marcela, germana de Gabriel, i fascinana s'enamora d’ell. Li explica que la mare de Gabriel va ser impregnada per un desconegut i que el va donar a llum, va morir.

## Repartiment
- Ernesto Alonso - Enrique de Martino
- Lucía Méndez - Marcela
- Eduardo Yáñez - Professor Andrés
- Manuel Ojeda - Abel Romo
- Juan Carlos Ruiz - Guillermo
- María Teresa Rivas - Tia
- Alejandro Camacho - David
- Antonio Monsell - Gabriel
- Maria Zarattini - Ornella

## Premis i nominacions
|                     | XXIX edició dels Premis Ariel |           |
| Millor banda sonora | Guillermo Méndez Guiú         | Guanyador |
| Millor fotografia   | José Ortiz Ramos              | Nominat   |